# Квинт Елий Туберон (консул 118 пр.н.е.)
Квинт Елий Туберон (на латински: Quintus Aelius Q. f. Tubero) е сенатор, политик и юрист на Римската република през края на 2 век пр.н.е.
Произлиза от клон Туберон на плебейска фамилия Елии. През 123 пр.н.е. е избран за претор, през 118 пр.н.е. вероятно е суфектконсул.
Вероятно е дядо на Луций Елий Туберон, който e легат и близък приятел на Цицерон.
1. ↑  Q. Aelius (155) Tro. Tubero //   Посетен на 10 юни 2021 г.
2. ↑  1429 //   Посетен на 10 юни 2021 г.